# Homokmégy
Homokmégy (chorvatsky Mieđa) je obec v Maďarsku v Báčsko-malokumánské župě v okrese Kalocsa. Žije zde přibližně 1 200 obyvatel.

## Poloha
Homokmégy leží na jihu Maďarska, ve Velké dunajské kotlině. Nejbližším městem je Kalocsa, vzdálená 9 km. Vesnice se nachází na břehu Dunaje, obklopuje ji záplavové území Őrjeg s loukami a rašeliništi, které je chráněnou přírodní památkou.

## Historie
První písemná zmínka pochází z roku 1198. Vesnice byla majetkem rodu Csesznekyovců. Roku 1878 byl vysvěcen kostel svatého Vojtěcha. Roku 1938 zde Gyula László nalezl hroby z avarské doby. Po druhé světové válce byla zřízena knihovna, mateřská škola a nákupní středisko, probíhal také etnografický výzkum místní lidové hudby a původních řemesel. Významným zdrojem příjmů je turistika: okolí obce je vyhlášeným loveckým revírem.

## Osobnosti
Rodákem z Homokmégy je trumpetista György Geiger (* 1944), držitel Ceny Ference Liszta. Na místní škole působil malíř István Nagy.

## Partnerská obec
- Vărșag  Rumunsko